# Václav Tintěra
Václav Tintěra (ur. 20 marca 1893 w Pradze, data śmierci nieznana) – kolarz reprezentujący Czechy, uczestnik igrzysk olimpijskich w Sztokholmie w 1912 roku.

## Występy na letnich igrzyskach olimpijskich

### Indywidualnie
| Igrzyska | Konkurencja         | Klasyfikacja | Klasyfikacja |
| Igrzyska | Konkurencja         | Czas         | Miejsce      |
| -------- | ------------------- | ------------ | ------------ |
| LIO 1912 | Wyścig indywidualny | 14-10:34.6   | 87.          |

### Drużynowo
| Igrzyska | Konkurencja      | Członkowie drużyny                                          | Klasyfikacja | Klasyfikacja |
| Igrzyska | Konkurencja      | Członkowie drużyny                                          | Czas         | Miejsce      |
| -------- | ---------------- | ----------------------------------------------------------- | ------------ | ------------ |
| LIO 1912 | Wyścig drużynowy | Bohumil Rameš Bohumil Kubrycht Jan Vokoun František Kundert | DNF          | DNF          |